# Jeremy Márquez
Pour les articles homonymes, voir Márquez.
Jeremy Márquez, né le 21 juin 2000 à Guadalajara au Mexique, est un footballeur mexicain qui évolue au poste de milieu central au CF Cruz Azul.

## Biographie

### Atlas CF
Né à Guadalajara au Mexique, Jeremy Márquez est formé par l'un des clubs de sa ville natale, l'Atlas CF. Il fait ses débuts en professionnel avec son club formateur le 12 janvier 2020, lors d'une rencontre de Liga MX face à Cruz Azul. Il est titularisé et se fait remarquer en inscrivant également le premier but de sa carrière professionnelle. Son équipe s'impose ce jour-là par deux buts à un,. Il devient alors l'une des révélations du championnat mexicain.
Le 1er avril 2021, Márquez prolonge jusqu'en 2025 avec son club formateur.
Le 13 mai 2022, Márquez réalise son premier doublé, lors d'une rencontre face au CD Guadalajara. Titulaire, il donne la victoire à son équipe avec ses deux buts (1-2 score final).

## Palmarès

### En club
Atlas CF
- Championnat du Mexique (1) :
  - Champion : 2022